# Église Notre-Dame-de-l'Assomption de Sainte-Mère-Église
L'église Notre-Dame-de-l'Assomption de Sainte-Mère-Église est un édifice catholique, des XIIe – XIIIe siècles, qui se dresse sur le territoire de la commune française de Sainte-Mère-Église, dans le département de la Manche, en région Normandie.
L'église est classée au titre des monuments historiques.

## Localisation
L'église Notre-Dame-de-l'Assomption est située sur la commune de Sainte-Mère-Église, dans le département français de la Manche.

## Historique

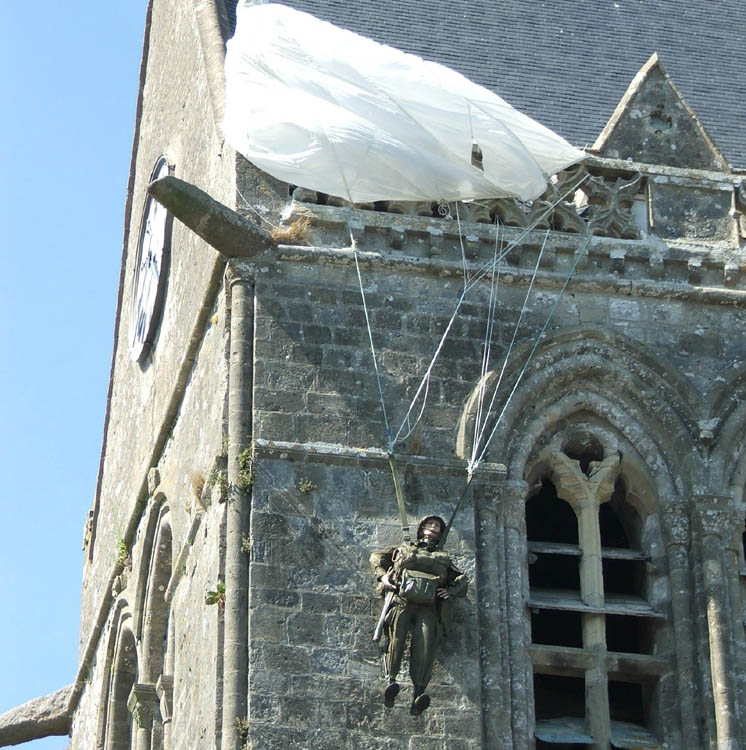
Le parachutiste accroché.

L'église a appartenu au diocèse de Bayeux, comme celles de Sainte-Marie-du-Mont, Vierville, Neufville, Chef-du-Pont et Lieusaint.
L'édifice fut endommagé lors de la guerre de Cent Ans.
Son clocher est connu pour être celui auquel est resté accroché le parachute de John Steele, lors de l'opération Albany au début de la bataille de Normandie. Son histoire devient célèbre en 1962 à la suite de la sortie du film Le Jour le plus long si bien que les touristes de passage à Sainte-Mère-Église demandaient aux autochtones s'ils étaient bien sur la place de l'église du parachutiste. Le comité des fêtes de la commune décida alors d'accrocher au clocher un mannequin nommé « Big Jim » en souvenir de John Steele. Le parachute, l'uniforme et l'équipement du mannequin sont changés deux fois par an en raison du climat pluvieux du Cotentin. La commune a ouvert une ligne budgétaire pour le couvrir d'une peinture protectrice pour le changer moins souvent.

## Description

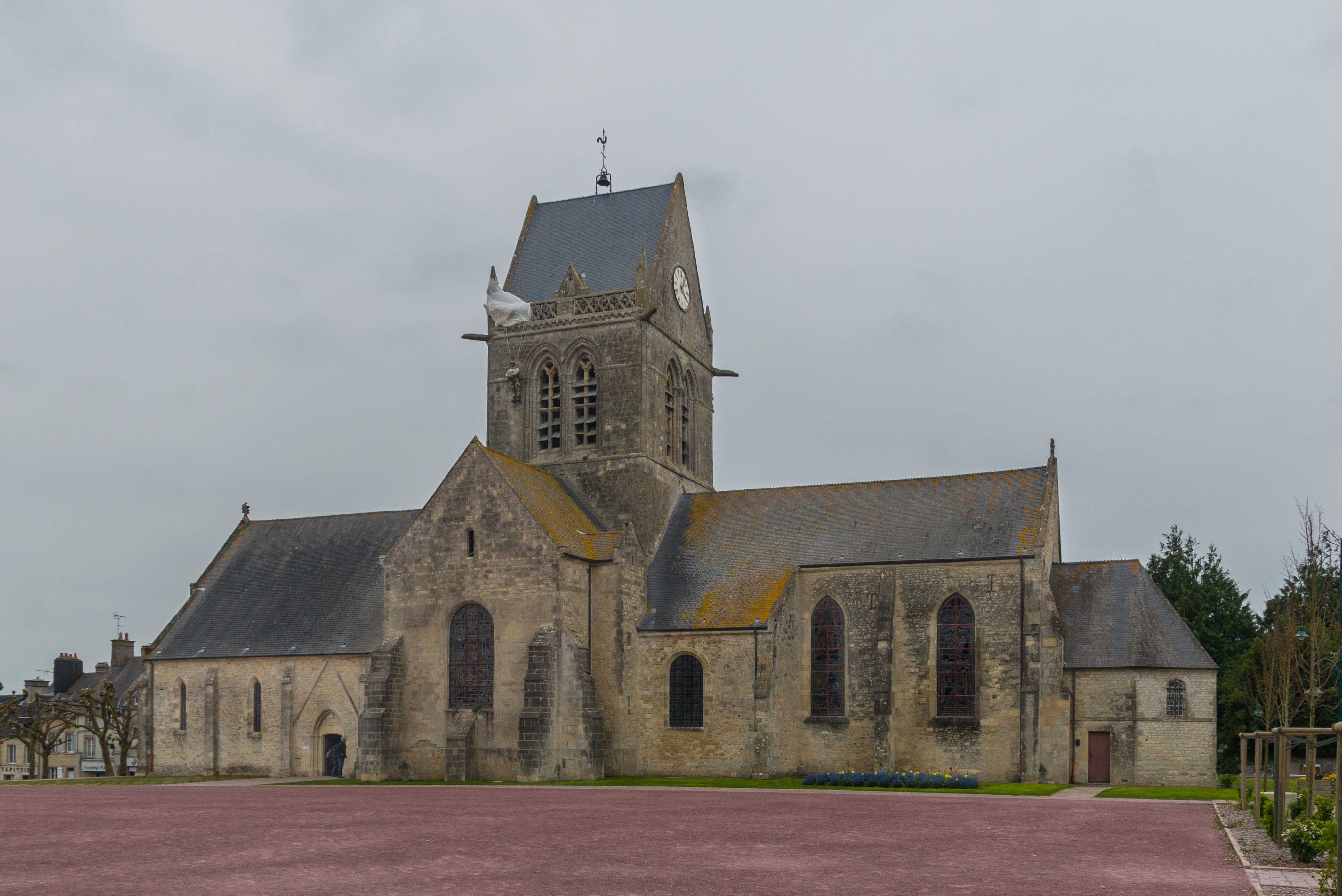
Vue générale de l'église.

Le carré du transept avec ses quatre piliers et arcs en plein cintre est probablement la partie la plus ancienne de l'église et remonte aux XIIe – XIIIe siècle, avec le soubassement du clocher de style roman normand du XIIe siècle. Les chapiteaux sont décorés avec un bestiaire de facture romane. Le reste de l'édifice est gothique et du début du XIIIe siècle. La nef aveugle combine le principe du toit unique, d'époque romane, avec les voûtes sur croisées d'ogives de l'architecture gothique. Le chœur daté du XIVe siècle est à chevet plat. Le portail occidental ainsi que le bas-côtés nord ont été restaurés au début du XVe siècle à la suite des dommages subis pendant la guerre de Cent Ans.
Le clocher, assis à la croisée du transept, coiffé en bâtière, voit la base de son toit agrémenté, côté sud et nord, d'une balustrade ajourée de style gothique flamboyant ajoutée au XVe siècle.

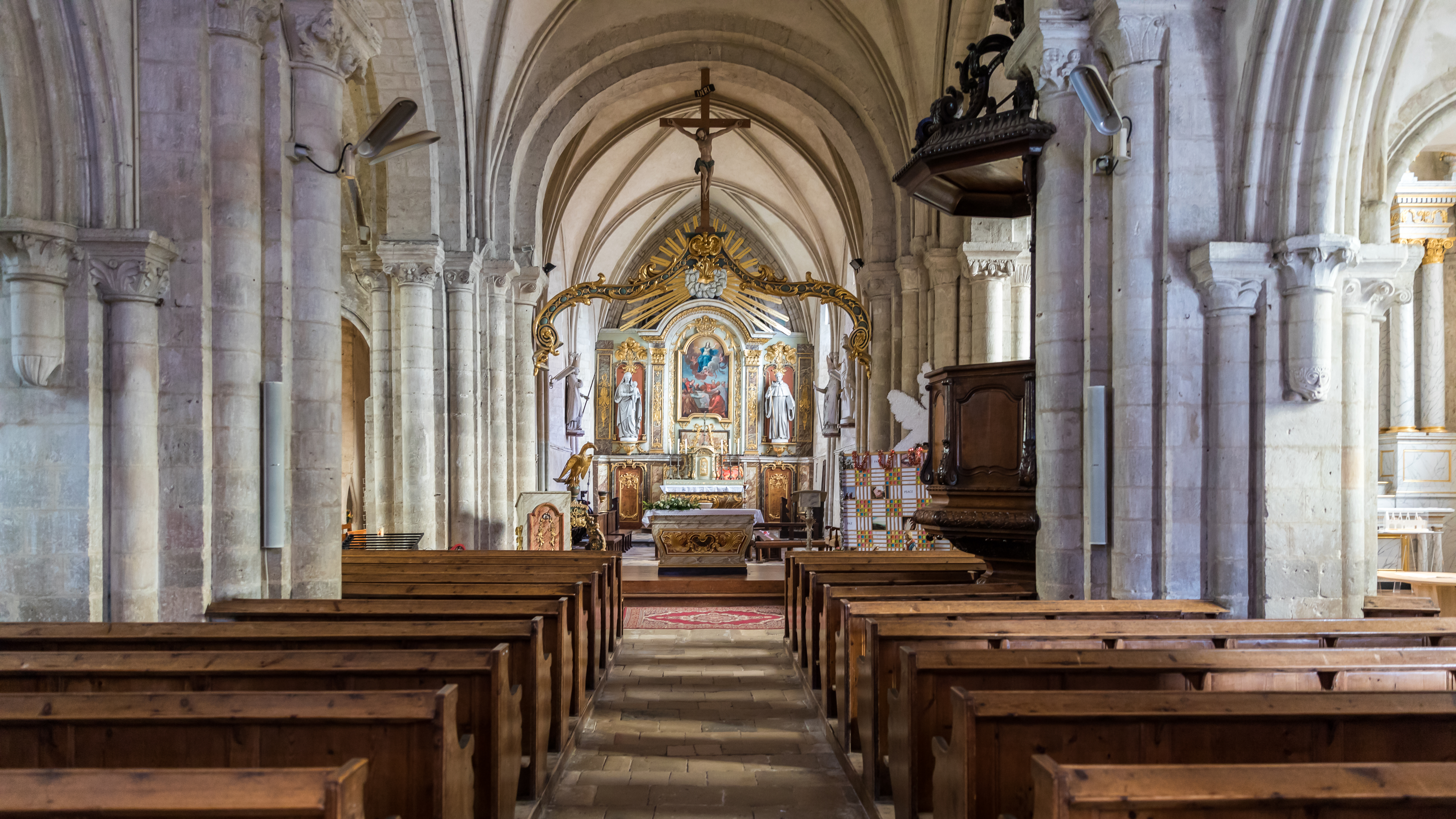
La nef vers le chœur.

## Protection
L'église est classée au titre des monuments historiques par liste de 1840,.

## Mobilier
Le chevet du maître-autel est occupé par un retable, un tableau de l'Assomption et statues Vierge à l'Enfant et saint Marcourf classé au titre objet aux monuments historiques. L'église renferme également classés au titre objet : un beau aigle-lutrin, en bois sculpté, du XVIIIe siècle,, une chaire à prêcher, des stalles.

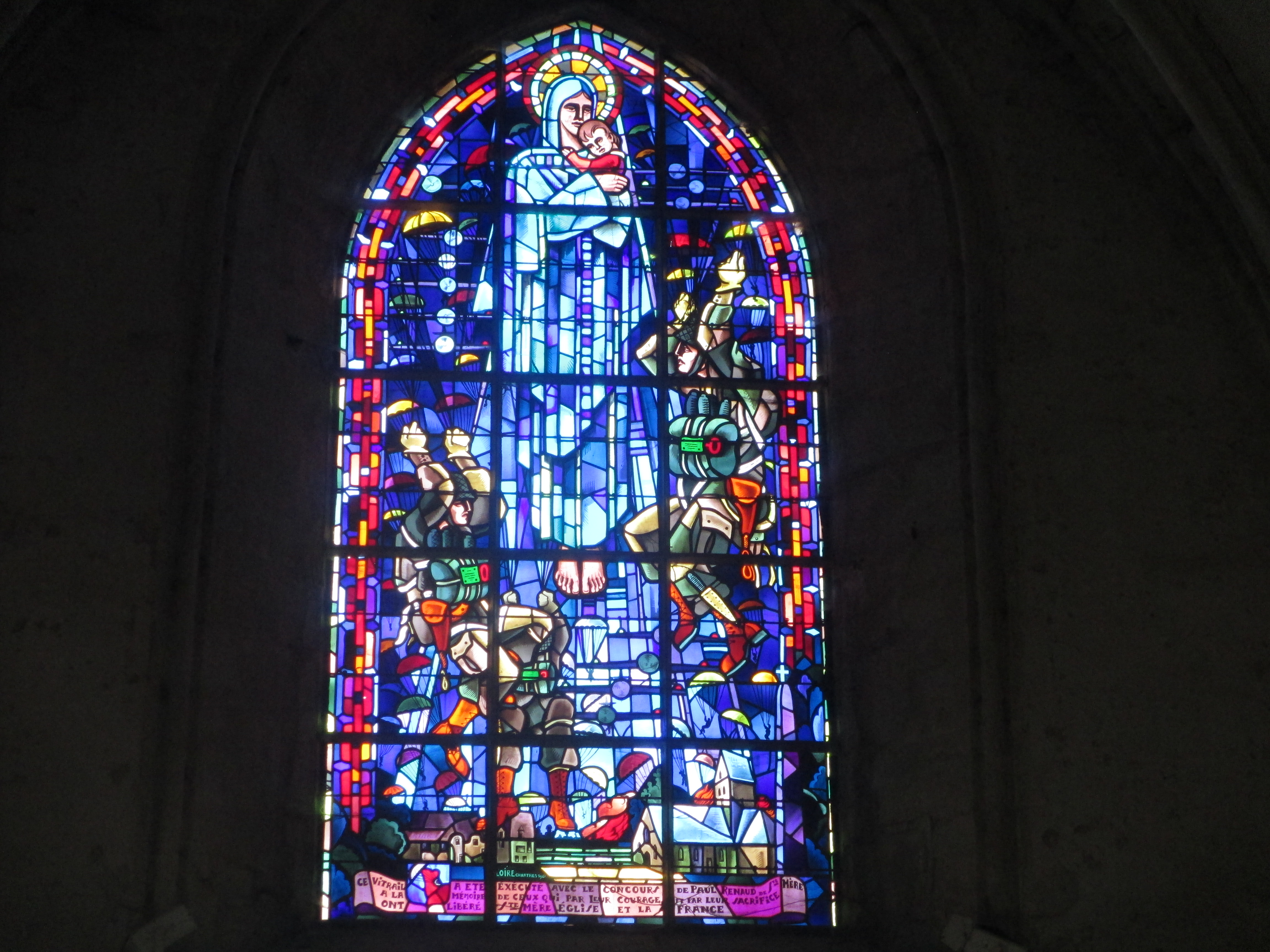
Le vitrail de la Libération, réalisé en 1947 par Gabriel Loire.
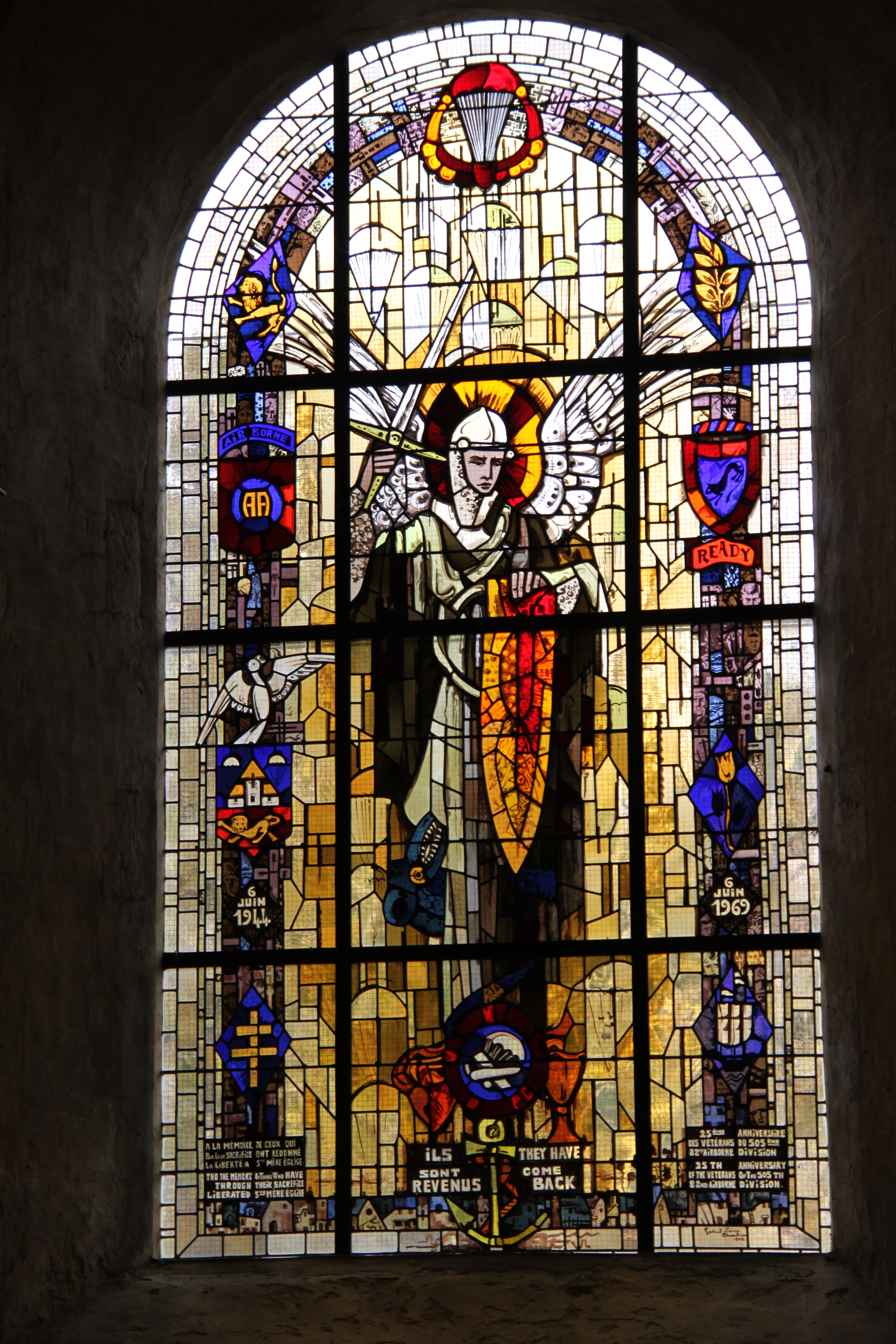
Le vitrail des parachutistes, également dû à Gabriel Loire, date de 1972[15].